# Gaspar de Godoy Colaço
Gaspar de Godoy Colaço foi um sertanista do Brasil colonial.
Tem sua família descrita por Silva Leme, no volume VI, página 145 de sua «Genealogia Paulistana». Foi o 11º filho de João de Godói Moreira, morto em São Paulo em 1665, «cidadão de enorme importância política e civil, abundante em cabedais, com fazenda de cultura de vinhas». Casara com Eufêmia da Costa Mota (de São Vicente, irmã do capitão-mor de Itanhaém Vasco da Mota e do padre Antônio Raposo, pároco colado em 1611 da igreja da vila de São Vicente), filhos de Atanasio da Mota, que em dote de casamento levara os ofícios de escrivão da Fazenda Real de Santos, de que era proprietário o sogro, e Luzia Machado, filha de Simão Machado, um dos primeiros povoadores da vila de São Vicente, vindo com Martim Afonso de Souza em 1531, e de Maria da Costa, de São Vicente, esta neta de Pedro Colaço, reinol vindo de Viana do Minho,  capitão-mor e governador da capitania de São Vicente de 1551 a 1565).
Gaspar morreu na Parnaiba em 10 de dezembro de 1713. Sertanista, foi tenente-general na conquista do Sertão da Vacaria (entre Camapuã e a serra do rio Paraguai) e mereceu, por relevantes serviços, carta do rei D. Pedro II de Portugal a ele dirigida em 1698.
Em 1698 o governador Artur de Sá e Meneses desejou uma diligência nas campanhas da Vacaria do Mato Grosso, cordilheira de Maracaju e margens do rio Iguatemi. Pensou mandar o castelhano Amaro Fernandes Gauto, que estivera em São Paulo em 1676 na bandeira de Francisco Pedroso Xavier. 
Sua mulher, Sebastiana Ribeiro de Morais, era filha de Francisco Ribeiro de Moraes e de Ana Lopes, tendo eles nove filhos.
Gaspar é antepassado do poeta mineiro Carlos Drummond de Andrade.